# 2011 у музиці
Ця стаття присвячена музичним подіям 2011 року.

## Річниці
- 260 років Дмитру Бортнянському,
- 235 років Степану Дегтяревському,
- 210 років Тимку Падурі,
- 195 років Антону Коціпінському, Денису Бонковському,
- 185 років Петру Любовичу,
- 175 років Сидору Воробкевичу, Порфирію Бажанському,
- 170 років Анатолю Вахнянину, Аполону Гуссаковському,
- 165 років Віктору Чечотту,
- 160 років Михайлу Калачевському,
- 155 років Данилу Крижанівському,
- 150 років Сигізмунду Зарембі, Івану Рачинському,
- 145 років Григорію Давидовському, Григорію Алчевському, Ользі-Олександрі Бажанській-Озаркевич,
- 140 років Філарету Колессі, Ярославу Лопатинському,
- 135 років Федору Якименку,
- 130 років Миколі Рославцю,
- 125 років Михайлу Тележинському,
- 120 років Всеволоду Задерацькому, Миколі Недзвецькому,
- 115 років Віктору Косенку, Михайлу Вериківському, Іллі Віленському, Михайлу Алексєєву, Ярославу Барничу,
- 110 років Роману Сімовичу, Валентину Борисову, Євгену Юцевичу, Юрію Яцевичу,
- 105 років Григорію Фінаровському, Андрію Гнатишину, Людмилі Ярошевській,
- 100 років Давиду Гершфельду,
- 95 років Миколі Сильванському, Василю Уманцю, Ігору Білогруду,
- 90 років Костянтину Мяскову, Костянтину Скороходу, Олександру Левицькому, Ігору Ассєєву,
- 85 років Віталію Кирейку, Юрію Знатокову, Василю Загорському, Ігору Соневицькому, Валентину Сапєлкіну,
- 80 років Олександру Білашу,
- 75 років Віталію Годзяцькому, Володимиру Золотухіну, Євгену Дергунову, Олександру Красотову, Миколі Полозу, Віктору Шевченку, Валентину Іванову,
- 70 років Олександру Стецюку, Ігору Покладу, Ігору Мацієвському, Володимиру Сліпаку, Богдану Янівському, Іллі Богданюку,
- 65 років Володимиру Бистрякову, Геннадію Саську, В'ячеславу Лиховиду, Олександру Яворику, Петру Ладиженському, Олександру Некрасову,
- 60 років Віктору Степурку, Остапу Гавришу, Григорію Вереті, Богдану Котюку,
- 55 років Дмитру Гершензону, Юрію Кіцилі, Юрію Щелковському,
- 50 років Світлані Островій,
- 45 років Аллі Загайкевич,
- 40 років Івану Небесному, Григорію Немировському, Олексію Кабанову, Олені Леоновій.

## Пам'ятні дати

### Січень
- 10 січня — 105 років від дня народжения диригента Натана Рахліна (1906—1979).
- 21 січня — 80 років від дня смерті пианиста Фелікса Блуменфельда (1863—1931).
- 23 січня — 35 років від дня смерті співака Поля Робсона (1898—1976).
- 27 січня — 255 років від дня народжения композитора Вольфганга Амадея Моцарта (1756—1791).
- 31 січня — 105 років від дня народжения музикознавця Лева Баренбойма (1906—1985).
- 31 січня — 70 років від дня народжения диригента Леоніда Джурмія (1941—2001).

### Лютий
- 14 лютого — 75 років від дня народження співачки Анни Герман (1936—1982).
- 23 лютого — 15 років від дня смерті співачки Любові Попової (1925—1996).
- 18 лютого — 90 років від дня народження композитора Оскара Фельцмана (1921—2013).
- 20 лютого — 65 років від дня народження композитора Володимира Мартинова (1946).
- 21 лютого — 220 років від дня народження композитора Карла Черні (1791—1857).

### Березень
- 15 березня — 35 років від дня смерті композитора Германа Жуковського (1913—1976).
- 24 березня — 105 років від дня народження співачки Клавдії Шульженко (1906—1984).
- 25 березня — 95 років від дня народження композитора Миколи Пейка (1916—1995).
- 26 березня — помер рок-музикант Олександр Барикін (1952—2011).
- 28 березня — 130 років від дня смерті композитора Модеста Мусоргського (1839—1881).

### Квітень
- 1 квітня — 145 років від дня народжения композитора Ферруччо Бузоні (1866—1924).
- 23 квітня — 120 років від дня народжения композитора Сергія Прокоф'єва (1891—1953).

### Травень
- 17 травня — 145 років від дня народження композитора Еріка Саті (1866—1925).
- 21 травня — 85 років від дня смерти композитора Георгія Катуара (1861—1926).
- 29 травня — 75 років від дня народження композитора В'ячеслава Овчинникова (1936).

### Липень
- 17 липня — 105 років від дня народжения композитора Йоганна Адмоні (1906—1979).
- 20 липня — 110 років від дня народжения композитора Валентина Борисова (1901—1988).
- 23 липня — 145 років від дня народжения композитора Йосипа Карбульки (1866—1920).
- 25 липня — 15 років від дня смерті композитора Мікаела Таривердієва (1931—1996).
- 29 липня — 155 років від дня смерті композитора Роберта Шумана (1810—1856).

### Серпень
- 1 серпня — 105 років від дня народжения піаніста Натана Перельмана (1906—2002).
- 1 серпня — 80 років від дня народжения композитора Ростислава Бойка (1931—2002).
- 2 серпня — 90 років від дня смерті співака Енріко Карузо (1873—1921).
- 6 серпня — 80 років від дня народжения композитора Володимира Цитовича (1931—2012).
- 13 серпня — 85 років від дня народжения співачки Валентини Левко (1926).
- 15 серпня — 80 років від дня народжения композитора Мікаела Таривердієва (1931—1996).
- 16 серпня — 250 років від дня народжения композитора Євстигнєя Фоміна (1761—1800).
- 28 серпня — 100 років від дня народжения композитора Давида Гершфельда (1911—2005).
- 28 серпня — 65 років від дня народжения співачки Ірини Журіної (1946).
- 29 серпня — 50 років від дня смерті піаніста Володимира Софроницького (1901—1961).

### Вересень
- 3 вересня — 15 років від дня смерті композитора Веніаміна Баснера
- 8 вересня — 170 років від дня народжения композитора Антоніна Дворжака (1841—1904).
- 15 вересня — 135 років від дня народжения диригента Бруно Вальтера (1876—1962).
- 18 вересня — 65 років від дня народжения піаністки Тетяни Вєркіної (1946).
- 19 вересня — 170 років від дня народжения композитора Анатоля Вахнянина (1841—1908).
- 25 вересня — 105 років від дня народжения композитора Дмитра Шостаковича (1906—1975).

### Жовтень
- 22 жовтня — 200 років від дня народжения композитора Ференца Ліста (1811—1886).
- 25 жовтня — 85 років від дня народжения співачки Галини Вишневської (1926—2012).

### Листопад
- 1 листопада — 140 років від дня народження композитора Олександра Спендіарова (1871—1928).
- 4 листопада — 75 років від дня народження автора-виконавця пісень Григорія Дікштейна (1936).
- 4 листопада — 55 років від дня народження рок-музиканта Ігоря Талькова (1956—1991).
- 6 листопада — 100 років від дня народження співака Павла Лисиціана (1911—2004).
- 12 листопада — 105 років від дня народження композитора Євгена Жарковського (1906—1985).
- 13 листопада — 60 років від дня смерті композитора Миколи Метнера (1880—1951).
- 13 листопада — 65 років від дня народження композитора Віктора Плешака (1946).
- 16 листопада — 150 років від дня народження диригента В'ячеслава Сука (1861—1933).
- 18 листопада — 225 років від дня народження композитора Карла Марії фон Вебера (1786—1826).
- 23 листопада — 95 років від дня смерті композитора Едуарда Направника (1839—1916).
- 23 листопада — 115 років від дня народження композитора Віктора Косенка (1886—1938).
- 25 листопада — 155 років від дня народження композитора Сергія Танєєва (1856—1915).
- 26 листопада — 50 років від дня смерті композитора Олександра Гольденвейзера (1875—1956).
- 27 листопада — 210 років від дня народження композитора Олександра Варламова (1801—1848).
- 28 листопада — 155 років від дня народження композитора Олександра Кастальського (1856—1926).

### Грудень
- 5 грудня — 220 років від дня смерті композитора Вольфганга Амадея Моцарта (1756—1791).
- 23 грудня — 75 років від дня народження Юлія Кіма (1936).

## Події
- 10-14 травня 2011 — 56-й пісенний конкурс Євробачення, який проходив у Дюссельдорфі в Німеччині.

## Музичні альбоми
| Дата            | Виконавець               | Назва альбому                 |
| --------------- | ------------------------ | ----------------------------- |
| 19 січня 2011   | Адель                    | 21                            |
| 4 лютого 2011   | Korpiklaani              | Ukon Wacka                    |
| 11 лютого 2011  | Roxette                  | Charm School                  |
| 18 лютого 2011  | Radiohead                | The King of Limbs             |
| 2 березня 2011  | Авріл Лавін              | Goodbye Lullaby               |
| 7 березня 2011  | R.E.M.                   | Collapse Into Now             |
| 9 березня 2011  | Ляпис Трубецкой          | Весёлые картинки              |
| 15 березня 2011 | Rise Against             | Endgame                       |
| 18 березня 2011 | Ніколь Шерзінгер         | Killer Love                   |
| 22 березня 2011 | Panic! at the Disco      | Vices & Virtues               |
| 23 березня 2011 | Джамала                  | For Every Heart               |
| 25 березня 2011 | Sum 41                   | Screaming Bloody Murder       |
| 25 березня 2011 | Within Temptation        | The Unforgiving               |
| 29 березня 2011 | Брітні Спірс             | Femme Fatale                  |
| 1 квітня 2011   | Guano Apes               | Bel Air                       |
| 2 квітня 2011   | Тінь Сонця               | Танець серця                  |
| 5 квітня 2011   | Asking Alexandria        | Reckless & Relentless         |
| 12 квітня 2011  | Uriah Heep               | Into the Wild                 |
| 13 квітня 2011  | Amaranthe                | Amaranthe                     |
| 15 квітня 2011  | Nazareth                 | Big Dogz                      |
| 29 квітня 2011  | Дженніфер Лопес          | Love?                         |
| 9 травня 2011   | Г'ю Лорі                 | Let Them Talk                 |
| 23 травня 2011  | Леді Гага                | Born This Way                 |
| 26 травня 2011  | Ot Vinta!                | Потом і кров'ю                |
| 30 травня 2011  | Arch Enemy               | Khaos Legions                 |
| 3 червня 2011   | Alestorm                 | Back Through Time             |
| 6 червня 2011   | Arctic Monkeys           | Suck It and See               |
| 15 червня 2011  | In Flames                | Sounds of a Playground Fading |
| 19 червня 2011  | Джастін Бібер            | Believe                       |
| 21 червня 2011  | Selena Gomez & The Scene | When the Sun Goes Down        |
| 21 червня 2011  | Simple Plan              | Get Your Heart On!            |
| 24 червня 2011  | Бейонсе                  | 4 (альбом)                    |

| Дата              | Виконавець               | Назва альбому               |
| ----------------- | ------------------------ | --------------------------- |
| 8 липня 2011      | Twenty One Pilots        | Regional at Best            |
| 22 липня 2011     | Келлі Роуленд            | Here I Am                   |
| 2 серпня 2011     | Trivium                  | In Waves                    |
| 26 серпня 2011    | Девід Гетта              | Nothing but the Beat        |
| 26 серпня 2011    | Red Hot Chili Peppers    | I'm with You                |
| 29 серпня 2011    | Александра Стан          | Saxobeats                   |
| 9 вересня 2011    | Ед Ширан                 | + (альбом)                  |
| 15 вересня 2011   | Inna                     | I Am the Club Rocker        |
| 16 вересня 2011   | Kasabian                 | Velociraptor!               |
| 21 вересня 2011   | Dead by April            | Incomparable                |
| 27 вересня 2011   | Blink-182                | Neighborhoods               |
| 27 вересня 2011   | O.Torvald                | В тобі                      |
| 7 жовтня 2011     | ТіК                      | Весільний                   |
| 11 жовтня 2011    | Evanescence              | Evanescence                 |
| 11 жовтня 2011    | Five Finger Death Punch  | American Capitalist         |
| 21 жовтня 2011    | Келлі Кларксон           | Stronger                    |
| 24 жовтня 2011    | Coldplay                 | Mylo Xyloto                 |
| 28 жовтня 2011    | Florence and the Machine | Ceremonials                 |
| 1 листопада 2011  | Джастін Бібер            | Under the Mistletoe         |
| 1 листопада 2011  | Megadeth                 | Thirteen                    |
| 4 листопада 2011  | Birdy                    | Birdy                       |
| 4 листопада 2011  | Scorpions                | Comeblack                   |
| 10 листопада 2011 | Антитіла                 | Вибирай                     |
| 11 листопада 2011 | ТонкаяКраснаяНить        | Второе Я                    |
| 18 листопада 2011 | Ріанна                   | Talk That Talk              |
| 21 листопада 2011 | Nickelback               | Here and Now                |
| 29 листопада 2011 | Адріано Челентано        | Facciamo finta che sia vero |
| 30 листопада 2011 | Nightwish                | Imaginaerum                 |
| 6 грудня 2011     | The Black Keys           | El Camino                   |
| 11 грудня 2011    | Бумбокс                  | Середній вік                |

## Засновані колективи
| - 2Cellos - Грані - Джозерс - Крайка - Ойкумена - Проти Течії - Пшеничне перевесло - Сальто назад - AnnenMayKantereit - B.A.P - Blackswan - Block B - BOYFRIEND | - CHVRCHES - Commissioner - DAY6 - Dead Boys Girlfriend - Egoist - Elderblood - FRANCO - Harakiri for the Sky - Hardkiss, The - Hyperhate - Ignea - Lost Message - Migos | - Neighbourhood, The - Octopus Kraft - Pentatonix - Piano Guys, The - Pussy Riot - PVNCH - Resistance, The - Rumbero's - Sigurjón's Friends - Sinoptik - SuperHeavy - We Are Harlot - XtriM |

## Колективи, які розпалися
| - Ashford & Simpson - Lifelover - Mortal Love - Nevermore | - R.E.M. - Sugababes - White Stripes, The |

## Концерти в Україні
Зарубіжні виконавці

## Нагороди
Премія «Греммі»
53-тя церемонія «Греммі» відбулася 13 лютого 2011 у комплексі Стейплс-центр у Лос-Анджелесі.
Премія «MTV Video Music Awards»
Премія «MTV Europe Music Awards»
Премія «Billboard Music Awards»

## Померли
Січень
- 29 — Мілтон Бебіт (94), американський композитор і теоретик музики, один з піонерів електронної музики..[1]

Лютий
- 14 — Джордж Ширінг (91), британський джазовий піаніст-віртуоз і композитор.[2]

Липень
- 23 — Емі Вайнгауз (27), британська співачка в жанрах соул-поп із джазовими мотивами.[3]

Грудень
- 17 — Сезарія Евора (70), кабовердійська співачка, відома як «Босонога діва»; представляла традиційний жанр морна, а також португальське фаду.[4]